# Primula strumosa
Primula strumosa är en viveväxtart. Primula strumosa ingår i släktet vivor, och familjen viveväxter.

## Underarter
Arten delas in i följande underarter:
- P. s. strumosa
- P. s. tenuipes